# ケラディ

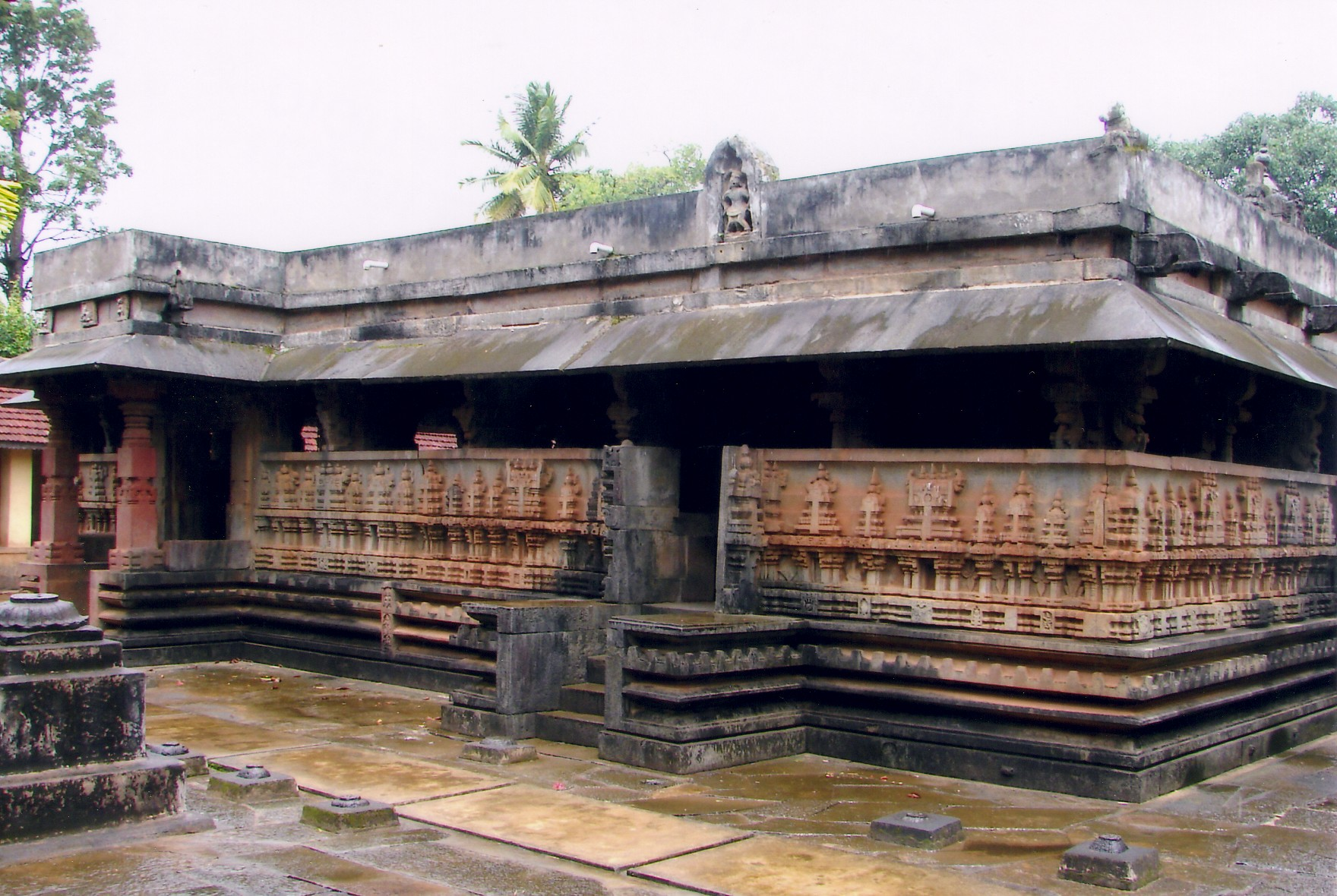
ラーメーシュヴァラ寺院

ケラディ（英語：Keladi, カンナダ語：ಕೆಳದಿ）は、南インドのカルナータカ州、シモーガ県の村。